# 夏尔-奥古斯丁·圣伯夫

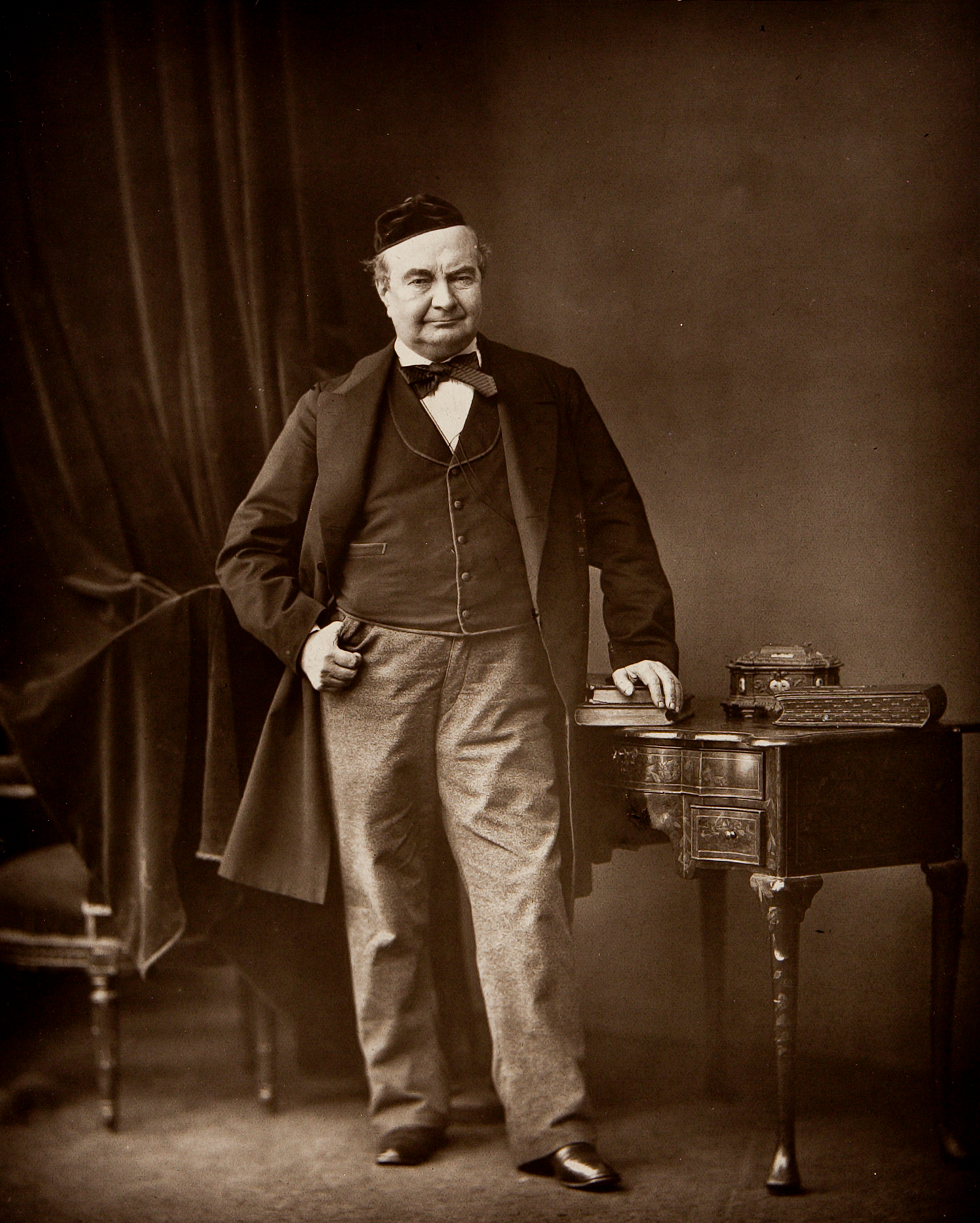
夏尔-奥古斯丁·圣伯夫

夏尔-奥古斯丁·圣伯夫（法語：Charles-Augustin Sainte-Beuve，法語發音：[ʃaʁl oɡystɛ̃ sɛ̃t bœv]；1804年12月23日—1869年10月13日），法国作家、文艺批评家。
圣伯夫生于布洛涅的一个旧贵族家庭。1823年进入医学院学习。1857年至1861年在巴黎高等师范学院任教。他作为批评家的名声在第二帝国时期达到顶峰。

## 著作
主要著作有：
- 《十六世纪法国诗歌和法国戏剧批评史略》（Tableau historique et critique de la poésie française et du théâtre français du ⅩⅥe siècle，1828）
- 《约瑟夫·德洛尔姆的生平、诗歌和思想》（Vie, poésie et pensée de Joseph Delorme，1929）
- 诗集《安慰集》（Les Consolations，1830）
- 《情欲》（Volupté，1834）

批评集有：
- 《文学批评与肖像》（Critiques et portraits littéraires，1932-1839）
- 《波尔-罗瓦亚尔史》（Port-Royal，1840-1859，六卷）
- 《夏多布里昂及其帝政时期的文学群体》（Chateaubriand et son groupe littéraire sous l’Empire，1861）
- 《周一漫谈》（Causeries du lundi，1851-1862）
- 《妇女肖像》（Portraits de femmes，1844）
- 《文学肖像》（Portraits littéraires，1841-1864）
- 《现代肖像》（Portraits cotemporains，1846）
- 《新周一漫谈》（Nouveaux Lundis，1863-1870）